# Råtjärnen (Sunne socken, Värmland)
Råtjärnen är en sjö i Sunne kommun i Värmland och ingår i Göta älvs huvudavrinningsområde.